# Ewige Anbetung

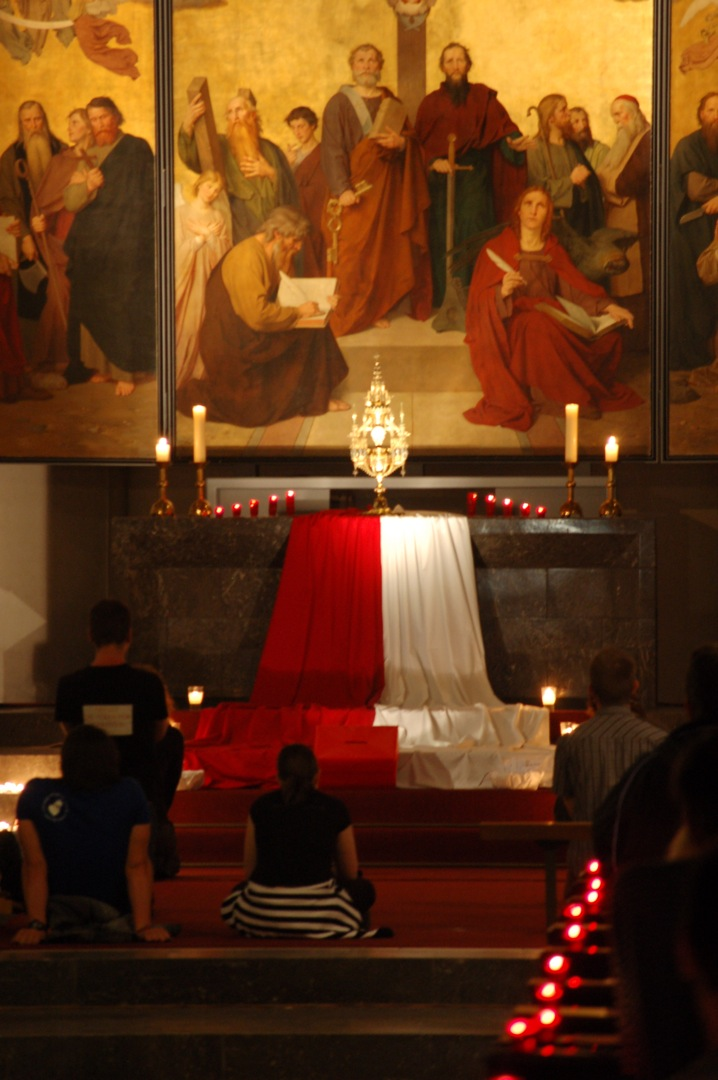
Nächtliche Anbetung in der Kirche St. Remigius Bonn im Juni 2008

Die ewige Anbetung ist eine alte Tradition der eucharistischen Anbetung in der römisch-katholischen Kirche. Grundlage dafür ist der Glaube an die wahrhafte Gegenwart Jesu Christi in den Gestalten der Eucharistie. 

## Geschichte
Ab dem 10. Jahrhundert entstand in Klöstern die Tradition, in einer Kapelle den Leib Christi in Gestalt der Hostie zu verehren. Aus der Gebetsform der Anbetung entwickelte sich das ewige Gebet vor dem in der Monstranz ausgesetzten Altarssakrament. Um die Präsenz Christi in der Welt ständig gegenwärtig zu halten und sich immer daran zu erinnern, führte man die Anbetung zu jeder Tages- und Nachtstunde ein. In Deutschland wurde das ewige Gebet von Johann Philipp von Walderdorff (1701–1768) eingeführt. Gemäß einer Anweisung der Kongregation für den Gottesdienst und die Sakramentenordnung darf die Aussetzung des Allerheiligsten niemals ohne eine hinreichende Gebetswache stattfinden.
Es gibt verschiedene Formen des ewigen Gebets:
- Die Anbetung ist buchstäblich ewig; es ist also ununterbrochen jemand da, der vor dem Allerheiligsten betet. Dieser Brauch wird in verschiedenen Kirchen und Wallfahrtsorten gepflegt, aber auch von manchen kontemplativen Ordensgemeinschaften.[2]
- Die Anbetung wird unterbrochen oder über einen längeren oder kürzeren Zeitabschnitt verteilt, zum Beispiel auf täglich eine Stunde.
- Die Anbetung ist ununterbrochen, wird aber zeitlich auf Kirchen und Kapellen in einem Gebiet, zum Beispiel einer Diözese, einem Land oder auf der ganzen Welt verteilt. Viele Diözesen haben die ewige Anbetung über ein Jahr auf die Kirchengemeinden des Bistums verteilt. Jeder Gemeinde wird ein bestimmter Tag zugeteilt, an dem in einer Kirche mindestens stundenweise das Allerheiligste ausgesetzt wird. Dabei werden die Gläubigen eingeladen, an bestimmten Gebetsstunden teilzunehmen. Ein solcher Tag des ewigen Gebets wird meist mit einem Hochamt begonnen und endet mit einer feierlichen Andacht oder Vesper am Abend. Die einzelnen Gebetsstunden dazwischen werden meist von Gruppen in der Pfarrgemeinde liturgisch gestaltet, oder es wird Stille gehalten.

## Ordensgemeinschaften mit ewiger Anbetung
Es gibt einige Ordensgemeinschaften, die sich besonders der ewigen Anbetung widmen. Dazu gehören unter anderem:
- Benediktinerinnen der Anbetung
- Franziskanerinnen der ewigen Anbetung
- Franziskanerinnen von der ewigen Anbetung zu Olpe
- Kapuzinerinnen von der Ewigen Anbetung
- Klarissen von der Ewigen Anbetung
- Sakramentinerinnen
- Steyler Anbetungsschwestern
- Kloster der Servitinnen München an der Herzogspitalkirche